# Dagua (ort)
Dagua är en ort i Colombia.   Den ligger i departementet Valle del Cauca, i den västra delen av landet, 300 km väster om huvudstaden Bogotá. Dagua ligger 882 meter över havet och antalet invånare är 12 320.
Terrängen runt Dagua är kuperad åt sydost, men åt nordväst är den bergig. Dagua ligger nere i en dal. Runt Dagua är det ganska tätbefolkat, med 67 invånare per kvadratkilometer. Det finns inga andra samhällen i närheten. Omgivningarna runt Dagua är en mosaik av jordbruksmark och naturlig växtlighet.